# جان بيرنت
جان بيرنت هي عالمة اجتماع كندية، ولدت في 10 يوليو 1920 في تورونتو في كندا، وتوفي بنفس المكان في 14 سبتمبر 2009.